# Chiềng Hặc
Chiềng Hặc est une commune du district de Yên Châu dans la province de Sơn La au Viêt Nam.

## Géographie

### Localisation
La commune est voisine des communes de Tú Nang à l'est, Lóng Phiêng au sud-est, Sặp Vạt au nord-est, Mường Lựm au nord-ouest, Chiềng Khoi au sud-est et Phiêng Khoài à l'est. Au nord, elle est voisine de deux communes du district de Bắc Yên : Phiêng Côn et Chiềng Sại.

### Géographie physique
La commune de Chiềng Hặc a une superficie de 89,92 km2 (selon le ministère de l'Information et des Communications, celle-ci serait de 90,34 km2).

### Subdivisions
La commune se subdivise en 17 villages.
| Numéro | Nom        | Population (2012) | Ethnie majoritaire | Distance du centre communal |
| ------ | ---------- | ----------------- | ------------------ | --------------------------- |
| 1      | Huổi Mong  | 401               | Thaï               | 3 km                        |
| 2      | Huổi Nga ; | 289               | Thaï               | 2 km                        |
| 3      | Na Ngà     | 371               | Thaï               | 2km                         |
| 4      | Huổi Thón  | 368               | Thaï               | 3 km                        |
| 5      | Đoàn Kết   | 304               | Thaï, Kinh         | 0,5 km                      |
| 6      | Huổi Toi   | 253               | Thaï               | 2 km                        |
| 7      | Cang       | 563               | Thaï               | 7 km                        |
| 8      | Pa Hốc     | 218               | Xinh Mun           | 8 km                        |
| 9      | Văng Lùng  | 311               | Thaï               | 3 km                        |
| 10     | Huổi Lắc   | 375               | Thaï               | 3,5 km                      |
| 11     | Tà Vài     | 468               | Thaï               | 3,5 km                      |
| 12     | Nà Phiêng  | 230               | Thaï               | 4 km                        |
| 13     | Hang Hóc   | 202               | Hmong              | 6 km                        |
| 14     | Hạt Sét    | 134               | Thaï               | 1 km                        |
| 15     | Chi Đảy    | 230               | Hmong              | 7 km                        |
| 16     | Co Sáy     | 178               | Hmong              | 7                           |
| 17     | Bó Kiếng   | 285               | Hmong              | 8 km                        |

## Politique
Le code administratif de la commune est 04078.

## Démographie
La population se divise en quatre groupes ethniques : Kinh, Thaï (majoritaire), Hmong et Xinh Mun.
| 1999  | 2012  | - | - | - | - | - | - | - |
| ----- | ----- | - | - | - | - | - | - | - |
| 3 921 | 4 936 | - | - | - | - | - | - | - |

## Sources
- (vi) Cet article est partiellement ou en totalité issu de l’article de Wikipédia en vietnamien intitulé « Chiềng Hặc » (voir la liste des auteurs).